# ラタナチャイ・ソーウォラピン
ラタナチャイ・ソーウォラピン（タイ語: รัตนชัย ส.วรพิน, 英語: Ratanachai Sor Vorapin、1976年11月1日 - ）は、タイのプロボクサー。元WBO世界バンタム級王者。
元IBF世界ミニマム級王者ラタナポン・ソーウォラピンは実兄。

## 来歴
1992年4月19日、プロデビュー。
1993年7月14日、タイスーパーフライ級王座を獲得。
1994年3月26日、タイライトフライ級王座を獲得。
1999年4月24日、IBF世界スーパーフライ級王座決定戦でマーク・ジョンソン（アメリカ合衆国）と対戦し、0-3の判定負けで王座獲得ならず。
2000年11月25日、WBCインターナショナルスーパーフライ級王者ジェリー・ペニャロサ（フィリピン）に挑戦し、6回TKO負けで王座獲得ならず。
2001年12月15日、IBF世界バンタム級王者ティム・オースティン（アメリカ）に挑戦し、0-3の判定負けで王座獲得ならず。
2002年11月1日、クリス・ジョン（インドネシア）と対戦し、0-3の判定負け。
2004年5月7日、WBO世界バンタム級王者クルス・カルバハル（メキシコ）に挑戦し、3-0の判定勝ちで王座を獲得した。
2005年8月5日、元WBO世界バンタム級王者マウリシオ・マルチネス（パナマ）と対戦し、2-0の判定勝ちで初防衛に成功した。
2005年10月29日、ジョニー・ゴンザレス（メキシコ）と対戦し、7回TKO負けで王座から陥落した。
2008年4月6日、WBO世界バンタム級王者ジェリー・ペニャロサと7年5か月ぶりに再戦し、8回TKO負けで王座獲得ならず。

## 獲得タイトル
- WBO世界バンタム級王座（防衛1度）